# Freixo de Espada à Cinta e Mazouco
Freixo de Espada à Cinta e Mazouco (oficialmente: União das Freguesias de Freixo de Espada à Cinta e Mazouco) é uma freguesia portuguesa do município de Freixo de Espada à Cinta, com 93,45 km² de área e 2113 habitantes (censo de 2021). A sua densidade populacional é 22,6 hab./km².

## História
Foi constituída em 2013, no âmbito de uma reforma administrativa nacional, pela agregação das antigas freguesias de Freixo de Espada à Cinta e Mazouco e tem a sede em Freixo de Espada à Cinta.

## Demografia
A população registada nos censos foi:
| Distribuição da População por Grupos Etários | Distribuição da População por Grupos Etários | Distribuição da População por Grupos Etários | Distribuição da População por Grupos Etários | Distribuição da População por Grupos Etários |
| -------------------------------------------- | -------------------------------------------- | -------------------------------------------- | -------------------------------------------- | -------------------------------------------- |
| Ano                                          | 0-14 Anos                                    | 15-24 Anos                                   | 25-64 Anos                                   | > 65 Anos                                    |
| 2001                                         | 313                                          | 299                                          | 1122                                         | 603                                          |
| 2011                                         | 322                                          | 222                                          | 1135                                         | 676                                          |
| 2021                                         | 248                                          | 181                                          | 996                                          | 688                                          |

À data da junção das freguesias, a população registada no censo anterior (2011) foi:
| Freguesia atual                    | Freguesia atual  | Freguesia atual | Freguesias antigas       | Freguesias antigas | Freguesias antigas |
| Freguesia                          | População (2011) | Área (km²)      | Freguesia                | População (2011)   | Área (km²)         |
| ---------------------------------- | ---------------- | --------------- | ------------------------ | ------------------ | ------------------ |
| Freixo de Espada à Cinta e Mazouco | 2355             | 93,45           | Freixo de Espada à Cinta | 2188               | 74,76              |
| Freixo de Espada à Cinta e Mazouco | 2355             | 93,45           | Mazouco                  | 167                | 18,69              |